# Aleaciones de cobre en acuicultura

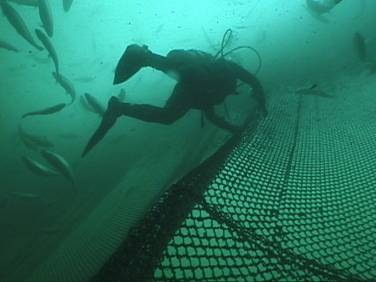
Un corral de aleación de cobre que se ha instalado en una piscifactoría a una profundidad de 14 pies durante un año no muestra signos de contaminación biológica.

Las aleaciones de cobre son importantes materiales de red en la acuicultura (el cultivo de organismos acuáticos, incluida la piscicultura). Varios otros materiales, incluidos nailon, poliéster, polipropileno, polietileno, alambre soldado recubierto de plástico, caucho, productos de cordeles patentados (Spectra, Dyneema) y acero galvanizado también se utilizan para redes en recintos de peces de acuicultura en todo el mundo. Todos estos materiales se seleccionan por una variedad de razones, incluida la viabilidad del diseño, la resistencia del material, el costo y la resistencia a la corrosión.
Lo que distingue a las aleaciones de cobre de los otros materiales utilizados en la piscicultura es que las aleaciones de cobre son antimicrobianas, es decir, destruyen bacterias, virus, hongos, algas y otros microbios. 
En el medio marino, las propiedades antimicrobianas/algicidas de las aleaciones de cobre previenen la bioincrustación, que puede describirse brevemente como la acumulación, adhesión y crecimiento indeseables de microorganismos, plantas, algas, gusanos tubulares, percebes, moluscos y otros organismos en estructuras marinas creadas por el hombre. Al inhibir el crecimiento microbiano, los corrales de acuicultura de aleación de cobre evitan la necesidad de costosos cambios que son necesarios con otros materiales. La resistencia al crecimiento de organismos en las redes de aleación de cobre también proporciona un entorno más limpio y saludable para que los peces cultivados crezcan y prosperen.
Además de sus beneficios antiincrustantes, las aleaciones de cobre tienen fuertes propiedades estructurales y resistentes a la corrosión en entornos marinos.
Es la combinación de todas estas propiedades (antiincrustante, alta resistencia y resistencia a la corrosión) lo que ha hecho de las aleaciones de cobre un material deseable para aplicaciones marinas como tuberías de condensadores, pantallas de entrada de agua, cascos de barcos, estructuras marinas y revestimientos. 

## Importancia de la acuicultura
Se ha escrito mucho sobre la degradación y el agotamiento de las poblaciones de peces naturales en ríos, estuarios y océanos. Debido a que la pesca industrial se ha vuelto extremadamente eficiente, las poblaciones oceánicas de peces grandes, como el atún, el bacalao y el fletán, han disminuido en un 90% en los últimos 50 años.
La acuicultura se ha convertido en uno de los sectores de más rápido crecimiento de la economía alimentaria mundial. La acuicultura ya abastece más de la mitad de la demanda mundial de pescado.

## El problema de la bioincrustación

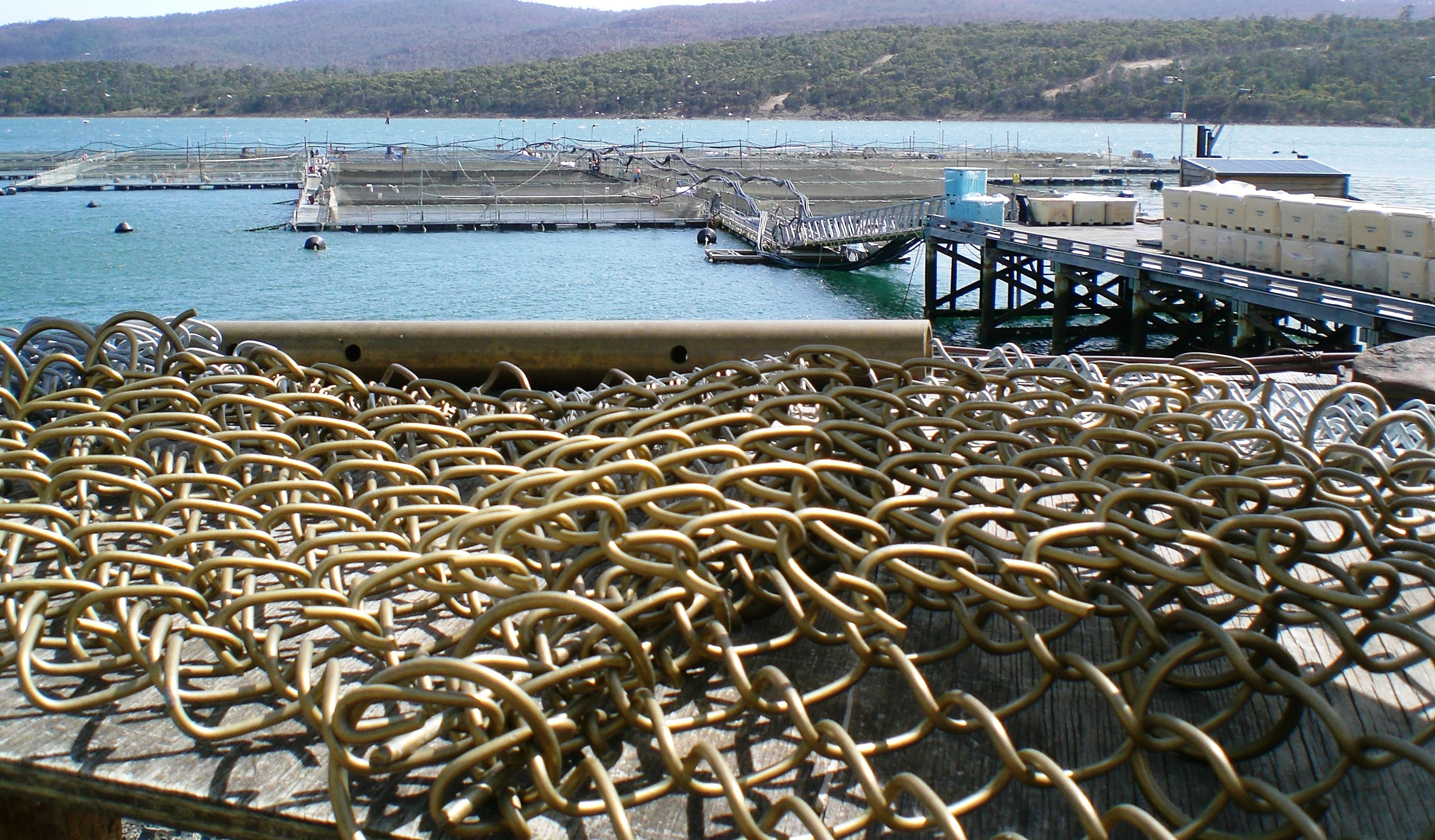
Malla de aleación de cobre instalada en una piscifactoría de salmón del Atlántico en Tasmania. Primer plano: la malla de aleación de cobre de eslabones de cadena que descansa sobre un muelle. Fondo lejano: en la piscifactoría se instalan corrales de malla de aleación de cobre.

La contaminación biológica es uno de los mayores problemas de la acuicultura. La bioincrustación se produce en materiales que no son de cobre en el medio marino, incluidas las superficies de los corrales de peces y las redes. Por ejemplo, se observó que el área abierta de una malla sumergida durante solo siete días en una operación de acuicultura de Tasmania disminuyó en un 37% como resultado de la contaminación biológica.
El proceso de bioincrustación comienza cuando las esporas de algas, larvas de invertebrados marinos y otro material orgánico se adhieren a superficies sumergidas en ambientes marinos (por ejemplo, redes de pesca en acuicultura). Las bacterias luego fomentan la unión de colonizadores secundarios no deseados.
La contaminación biológica tiene fuertes impactos negativos en las operaciones de acuicultura. El flujo de agua y el oxígeno disuelto se inhiben debido a las redes obstruidas en los corrales de peces. El resultado final es a menudo peces enfermos a causa de infecciones, como la enfermedad del hígado en la pluma, la enfermedad de las branquias amebianas y los parásitos. Otros impactos negativos incluyen el aumento de la mortalidad de los peces, la disminución de las tasas de crecimiento de los peces, la recolección prematura de peces, la reducción del valor y la rentabilidad de los productos pesqueros, y un medio ambiente afectado adversamente cerca de las granjas de peces.
La bioincrustación añade un peso enorme a las redes de pesca sumergidas. Se han informado aumentos de peso de doscientos veces. Esto se traduce, por ejemplo, en dos mil libras de organismos no deseados adheridos a lo que alguna vez fue una red limpia para peces de 10 libras. En Australia Meridional, se observó bioincrustación con un peso de 6,5 toneladas (aproximadamente 13.000 libras) en una red de pesca. Esta carga adicional a menudo resulta en roturas netas y costos de mantenimiento adicionales.
Para combatir los parásitos de la bioincrustación en la acuicultura de peces, se pueden administrar protocolos de tratamiento como cipermetrina, azametifos y benzoato de emamectina, pero se ha encontrado que estos tienen efectos ambientales perjudiciales, por ejemplo, en operaciones de langosta.
Para tratar enfermedades en peces criados en redes bioincrustadas, se administran antibióticos a las poblaciones de peces. Los antibióticos pueden tener efectos no deseados para la salud a largo plazo en los consumidores y en los entornos costeros cercanos a las operaciones de acuicultura. Para combatir la bioincrustación, los operadores a menudo implementan costosas medidas de mantenimiento, como el cambio frecuente de redes, la limpieza/eliminación de organismos no deseados de las redes, las reparaciones de las redes y el tratamiento químico, incluidos los recubrimientos antimicrobianos en las redes de nailon. En algunos sectores de la industria acuícola europea, limpiar los corrales de pescado y marisco con contaminación biológica puede costar entre el 5% y el 20% de su valor de mercado. Las incrustaciones fuertes pueden reducir el producto vendible en las redes entre un 60 y un 90%.
Los recubrimientos antiincrustantes se utilizan a menudo en redes de nailon porque el proceso es más económico que la limpieza manual. Cuando las redes de nailon se recubren con compuestos antiincrustantes, los recubrimientos repelen la bioincrustación durante un período de tiempo, generalmente entre varias semanas y varios meses. Sin embargo, las redes al final sucumben a la contaminación biológica. Los recubrimientos antiincrustantes que contienen alguicidas/biocidas de óxido cuproso son la tecnología de recubrimientos que se utiliza casi exclusivamente en la industria de la piscicultura en la actualidad. Los tratamientos generalmente se descascaran en unas pocas semanas a seis u ocho meses.
Las redes bioincrustadas se reemplazan después de varios meses de servicio, dependiendo de las condiciones ambientales, en una operación complicada, costosa y laboriosa que involucra a buzos y personal especializado. Durante este proceso, los peces vivos en las redes deben transferirse a corrales limpios, lo que provoca un estrés indebido y asfixia que da como resultado la pérdida de algunos peces. Las redes con bioincrustaciones que se pueden reutilizar se lavan en tierra mediante cepillado y restregado manual o con una manguera de agua a alta presión. Luego se secan y se vuelven a impregnar con recubrimientos antiincrustantes.
Se encuentra disponible una línea de limpiadores de redes para lavados in situ donde esté permitido. Pero, incluso donde no lo permitan las autoridades ambientales, pesqueras, marítimas y sanitarias, si la falta de oxígeno disuelto en los corrales sumergidos crea una condición de emergencia que pone en peligro la salud de los peces, los buzos pueden ser desplegados con maquinaria especial de limpieza in situ para eliminar las bioincrustaciones en redes.
La industria de la acuicultura está abordando los impactos ambientales negativos de sus operaciones. A medida que la industria evoluciona, se espera que surja una industria de la acuicultura más limpia y sostenible, una que dependa cada vez más de materiales con propiedades antiincrustantes, anticorrosivas y estructurales fuertes, como las aleaciones de cobre.

## Propiedades antiincrustantes de las aleaciones de cobre

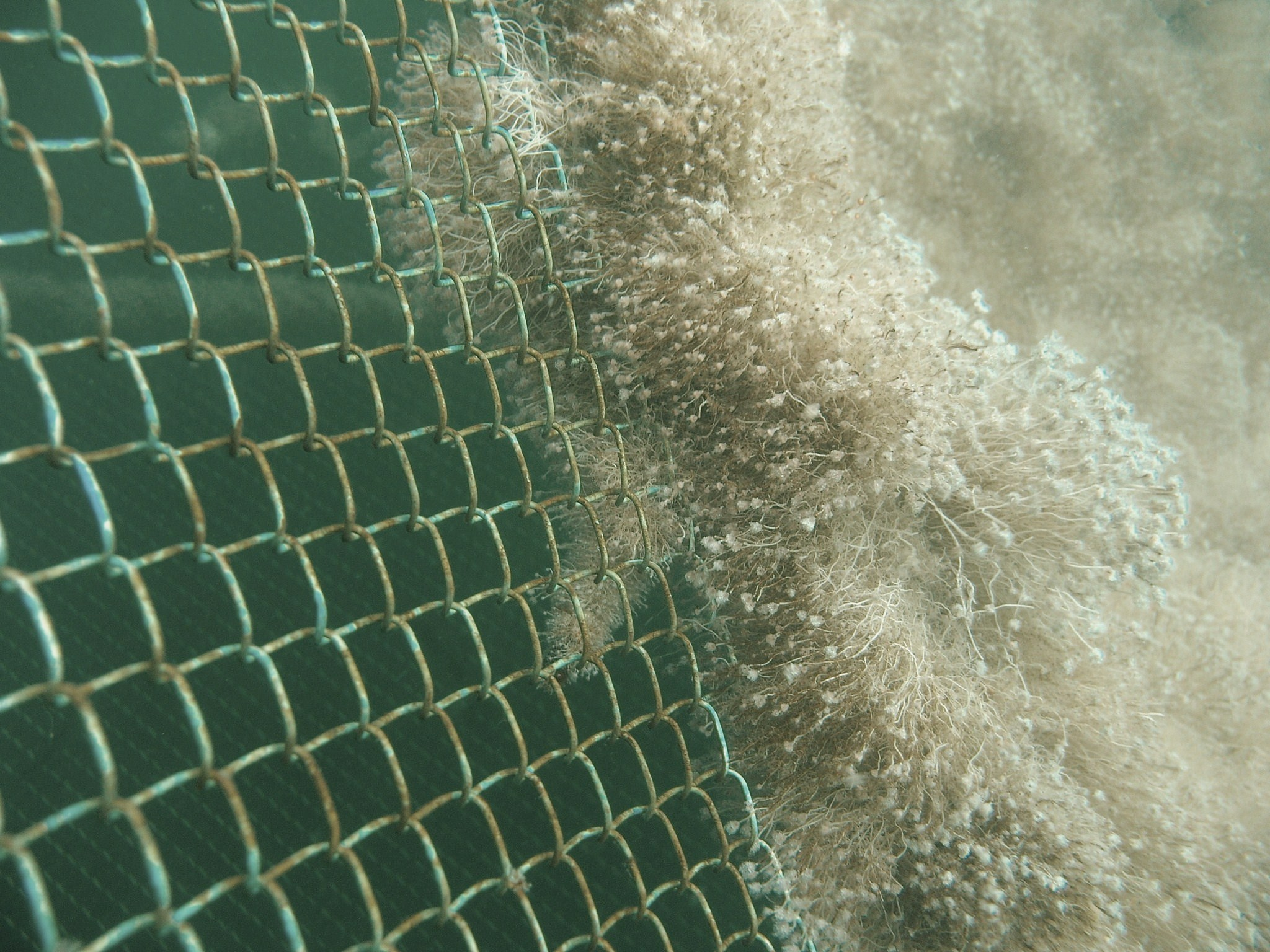
No hay bioincrustaciones en una malla de aleación de cobre después de 4 meses de inmersión en las aguas del Atlántico Norte (primer plano), mientras que los hidroides han crecido en tubos de polietileno de alta densidad (fondo).

En la industria de la acuicultura, una buena cría de animales se traduce en mantener a los peces limpios, bien alimentados, sanos y sin hacinamiento. Una solución para mantener sanos a los peces de piscifactoría es contenerlos en redes y estructuras de aleación de cobre antiincrustantes.
Los investigadores han atribuido la resistencia del cobre a la bioincrustación, incluso en aguas templadas, a dos posibles mecanismos: 1) una secuencia retardada de colonización mediante la liberación de iones de cobre antimicrobianos, evitando así la adhesión de capas microbianas a las superficies marinas; y, 2) capas de separación que contienen productos corrosivos y esporas de organismos juveniles o macroincrustantes.
El requisito más importante para una resistencia óptima a la bioincrustación es que las aleaciones de cobre deben exponerse libremente o aislarse eléctricamente de las aleaciones menos nobles y de la protección catódica. El acoplamiento galvánico a aleaciones menos nobles y la protección catódica previenen la liberación de iones de cobre de las películas superficiales y, por lo tanto, reducen la resistencia a la bioincrustación.
A medida que aumentan las temperaturas y disminuyen las velocidades del agua en las aguas marinas, las tasas de bioincrustación aumentan drásticamente. Sin embargo, la resistencia del cobre a la bioincrustación se observa incluso en aguas templadas. Estudios en la Bahía de La Herradura, Coquimbo, Chile, donde las condiciones de bioincrustación son extremas, demostraron que una aleación de cobre (90% de cobre, 10% de níquel) evitaba los organismos macroincrustantes.

## Comportamiento a la corrosión de las aleaciones de cobre
Las aleaciones de cobre utilizadas en el servicio de agua de mar tienen bajas tasas de corrosión general, pero también tienen una alta resistencia a muchas formas localizadas de corrosión. Se encuentra disponible una discusión técnica sobre varios tipos de corrosión, consideraciones de aplicación (por ejemplo, profundidad de las instalaciones, efecto de aguas contaminadas, condiciones del mar) y las características de corrosión de varias aleaciones de cobre utilizadas en redes de acuicultura (es decir, cobre-níquel, cobre- zinc y cobre-silicio).

## Primeros ejemplos de revestimiento de cobre
Antes de finales del 1700, los cascos estaban hechos casi en su totalidad de madera, a menudo de roble blanco. El entablado de sacrificio era el modo común de protección del casco. Esta técnica incluía envolver una capa protectora de madera de 1/2 pulgada de espesor, a menudo de pino, en el casco para disminuir el riesgo de daños. Esta capa se reemplazó regularmente cuando estaba infestada con barrenadores marinos. El revestimiento de cobre para cascos de barcos biorresistentes se desarrolló a finales del siglo XVIII. En 1761, el casco de la fragata HMS Alarm de la Royal Navy británica se enfundó completamente en cobre para evitar el ataque de gusanos Teredo en aguas tropicales. El cobre redujo la contaminación biológica del casco, lo que permitió a los barcos moverse más rápido que aquellos que no tenían cascos revestidos de cobre.

## Rendimiento medioambiental de la malla de aleación de cobre
Muchos factores complicados influyen en el comportamiento medioambiental de las aleaciones de cobre en las operaciones de acuicultura. En esta referencia se resume una descripción técnica de los mecanismos antiincrustantes, la salud y el bienestar de los peces, las pérdidas de peces debido a fugas y ataques de depredadores, y la reducción de los impactos ambientales del ciclo de vida.

## Tipos de aleaciones de cobre

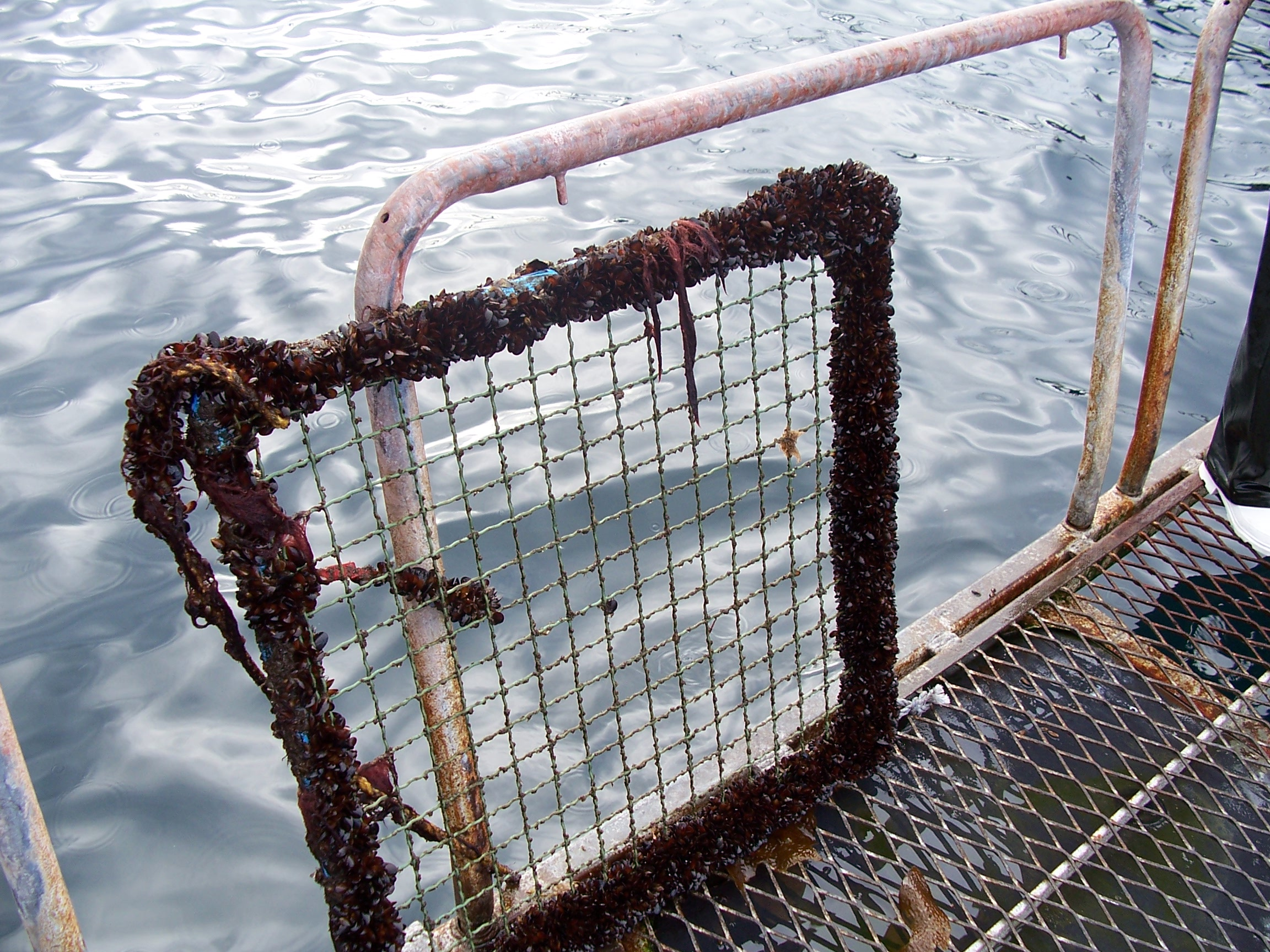
Sección de una red de pesca en una granja de salmón cerca de Puerto Montt, Chile. La malla tejida de aleación de cobre dentro del marco ha resistido la contaminación biológica, mientras que el PVC (es decir, el marco alrededor de la malla) está muy sucio.

Se están implementando aleaciones de latón de cobre-zinc en operaciones de acuicultura a escala comercial en Asia, América del Sur y los EE. UU. (Hawái). Actualmente se están llevando a cabo investigaciones exhaustivas, que incluyen demostraciones y ensayos, sobre otras dos aleaciones de cobre: cobre-níquel y cobre-silicio. Cada uno de estos tipos de aleaciones tiene la capacidad inherente de reducir la contaminación biológica, el desperdicio de la pluma, las enfermedades y la necesidad de antibióticos, al tiempo que mantiene la circulación de agua y los requisitos de oxígeno. También se están considerando otros tipos de aleaciones de cobre para investigación y desarrollo en operaciones de acuicultura.
La Universidad de New Hampshire está realizando experimentos bajo los auspicios de la Asociación Internacional del Cobre (ICA) para evaluar la respuesta estructural, hidrodinámica y antiincrustante de las mallas de aleación de cobre. Los factores que se determinarán a partir de estos experimentos, como el arrastre, las cargas dinámicas de los corrales, la pérdida de material y el crecimiento biológico, bien documentados para las redes de nailon, pero no completamente comprendidos en el caso de las redes de aleación de cobre y níquel, ayudarán a diseñar recintos para corrales de peces hechos de estas aleaciones. El Instituto de Investigación Pesquera del Mar del Este de China, en Shanghái, China, también está llevando a cabo investigaciones experimentales sobre aleaciones de cobre para ICA.

### Aleaciones de cobre y zinc
Mitsubishi-Shindoh Co., Ltd. ha desarrollado una aleación patentada de latón de cobre y zinc, denominada UR30, diseñada específicamente para las operaciones de acuicultura. La aleación, que está compuesta de 64% de cobre, 35,1% de zinc, 0,6% de estaño y 0,3% de níquel, resiste la abrasión mecánica cuando se forma en alambres y se fabrica en eslabones de cadena, tejidos u otros tipos de malla flexible. Las tasas de corrosión dependen de la profundidad de la inmersión y de las condiciones del agua de mar. La tasa de corrosión promedio reportada para la aleación es <5 μm/año con base a pruebas de exposición de dos y cinco años en agua de mar.
Ashimori Industry Company, Ltd., ha instalado aproximadamente 300 corrales flexibles con mallas UR30 de eslabones de cadena tejida en Japón para criar Seriola (es decir, jurel, medregal, pez rey, hamachi). La compañía ha instalado otros 32 corrales de latón para criar salmón del Atlántico en las operaciones de Van Diemen Aquaculture en Tasmania, Australia. En Chile, EcoSea Farming S. A. ha instalado un total de 62 corrales de malla de latón con eslabones de cadena tejida para criar truchas y salmón del Atlántico. En Panamá, China, Corea, Turquía y los EE. UU., se están realizando demostraciones y ensayos utilizando bolígrafos flexibles con eslabón de cadena UR30 tejido y otras formas de malla y una gama de aleaciones de cobre.
Hasta la fecha, en más de 10 años de experiencia en acuicultura, la malla de eslabones de cadena fabricada con estas aleaciones de latón no ha sufrido descincificación, agrietamiento por corrosión bajo tensión ni corrosión por erosión.

### Aleaciones de cobre y níquel
Las aleaciones de cobre y níquel se desarrollaron específicamente para aplicaciones de agua de mar hace más de cinco décadas. En la actualidad, estas aleaciones se están investigando por su uso potencial en la acuicultura.
Las aleaciones de cobre y níquel para aplicaciones marinas suelen tener un 90% de cobre, un 10% de níquel y pequeñas cantidades de manganeso y hierro para mejorar la resistencia a la corrosión. La resistencia a la corrosión del agua de mar de las aleaciones de cobre y níquel da como resultado una película superficial protectora delgada y adherente que se forma de forma natural y rápida sobre el metal al exponerse al agua de mar limpia.
La tasa de formación de protección contra la corrosión depende de la temperatura. Por ejemplo, a los 27 °C (es decir, una temperatura de entrada común en el Medio Oriente), se puede esperar una rápida formación de película y una buena protección contra la corrosión en unas pocas horas. A los 16 °C, la protección puede tardar entre 2 y 3 meses en madurar. Pero una vez que se forma una buena película superficial, las tasas de corrosión disminuyen, normalmente a 0.02-0.002 mm/año, ya que las capas protectoras se desarrollan durante un período de años. Estas aleaciones tienen buena resistencia a la corrosión por picaduras y grietas por cloruros y no son susceptibles a la corrosión por tensión por cloruros.

### Aleaciones de cobre-silicio
El cobre-silicio tiene una larga historia de uso como tornillos, tuercas, pernos, arandelas, pasadores, tirafondos y grapas en veleros de madera en entornos marinos. Las aleaciones a menudo se componen de cobre, silicio y manganeso. La inclusión de silicio fortalece el metal.
Al igual que con las aleaciones de cobre y níquel, la resistencia a la corrosión del cobre y el silicio se debe a las películas protectoras que se forman en la superficie durante un período de tiempo. Se han observado tasas de corrosión general de 0.025–0.050 mm en aguas tranquilas. Esta tasa disminuye hacia el extremo inferior del rango en exposiciones a largo plazo (por ejemplo, 400 a 600 días). Generalmente no hay picaduras con los bronces de silicio. También hay una buena resistencia a la corrosión por erosión hasta caudales moderados. Debido a que el cobre-silicio es soldable, se pueden construir bolígrafos rígidos con este material. Además, debido a que la malla soldada de cobre-silicio es más liviana que los eslabones de cadena de cobre-zinc, los recintos de acuicultura hechos con cobre-silicio pueden ser más livianos y, por lo tanto, una alternativa potencialmente menos costosa.
Luvata Appleton, LLC, está investigando y desarrollando una línea de mallas tejidas y soldadas de aleación de cobre, incluida una aleación de silicio de cobre pendiente de patente, que se comercializa con el nombre comercial Seawire. La empresa ha desarrollado mallas de aleación de cobre-silicio para criar varios organismos marinos en ensayos de prueba que ahora se encuentran en varias etapas de evaluación. Estos incluyen la cría de cobia en Panamá, langostas en el estado estadounidense de Maine y cangrejos en la bahía de Chesapeake. La compañía está trabajando con varias universidades para estudiar su material, incluida la Universidad de Arizona para estudiar el camarón, la Universidad de New Hampshire para estudiar el bacalao y la Universidad Estatal de Oregón para estudiar las ostras.

## Otras referencias
- Guía de diseño: malla de aleación de cobre en acuicultura marina, 1984, Asociación Internacional de Investigación del Cobre (INCRA) 704/5.
- Corrosión de metales en barcos, Nigel Warren y Adlard Coles, Náutica, 1998.
- Corrosión galvánica: una guía práctica para ingenieros, R. Francis, 2001, NACE Press.
- Causas y prevención de la corrosión marina, F. LaQue, John Wiley and Sons, 1975.
- La selección de materiales para sistemas de enfriamiento de agua de mar: una guía práctica para ingenieros, R. Francis, 2006, NACE Press.
- Directrices para el uso de aleaciones de cobre en agua de mar, A. Tuthill. 1987. Publicación del CDA / Nickel Institute.
- The Brasses: Properties and Applications, Publicación 117 de CDA UK.
- Cobre en el medio ambiente oceánico, Neal Blossom, American Chemet Corporation.
- Proyecto ICA 438: Uso experimental de mallas de aleación de cobre y níquel en acuicultura, Mario E. Edding, Héctor Flores, Claudio Miranda, Universidad Católica del Norte, julio de 1995